# Cornwall MRC Formula One Race
Unter der Bezeichnung Cornwall MRC Formula One Race fanden 1954 und 1955 in der englischen Grafschaft Cornwall drei Automobilrennen statt. Sie waren nach dem Reglement der Formel 1 ausgeschrieben, zählten aber nicht zur Weltmeisterschaft. Ungeachtet der Bezeichnung der Rennen ging tatsächlich nur einmal ein reines Formel-1-Auto an den Start; alle anderen Fahrzeuge, die in Cornwall starteten, waren Formel-2-Autos oder Sportwagen. Das zweite Cornwall MRC Formula One Race im Sommer 1954 ist insoweit motorsporthistorisch bedeutsam, als es das erste Formel-1-Rennen war, das ein Auto der Marke Lotus gewann.

## Hintergrund

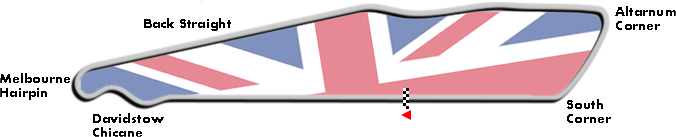
Davidstow Circuit

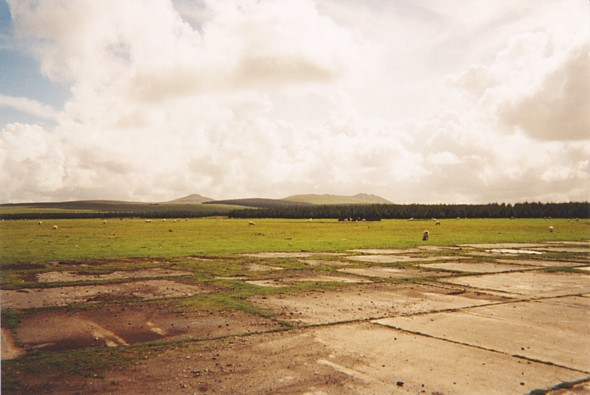
Davistow Circuit im Bodmin Moor: Reste der Rollbahn, die auch Teil der Rennstrecke war

In den ersten Jahren der Formel 1 gab es, um das starke Interesse der Bevölkerung an Automobilrennen zu decken, neben dem als Weltmeisterschaftslauf etablierten Großen Preis von Großbritannien in einigen britischen Landesteilen weitere Formel-1-Rennen, die ohne Weltmeisterschaftsstatus waren. Zu ihnen gehörten der Große Preis von Schottland, der Ulster Grand Prix in Nordirland und die Nottingham Trophy in den East Midlands. An diese Entwicklung anknüpfend organisierte der Cornwall Motor Racing Club (Cornwall MRC) 1954 erstmals im westlichen Landesteil ein meisterschaftsfreies Formel-1-Rennen, nachdem hier im Jahr zuvor bereits zwei Wettbewerbe der Formel 3 durchgeführt worden waren.
Ebenso wie die anderen regionalen Formel-1-Rennen in Großbritannien konnte sich auch das Cornwall MRC Formula One Race nicht dauerhaft behaupten. Die Veranstaltung im wirtschaftlich schwachen, ländlich geprägten Cornwall erreichte nur geringe Zuschauerzahlen und zog nur wenige Rennfahrer an. Alle Piloten waren Briten; internationale Fahrer traten nicht an. Einige Fahrer waren lokale Amateure. An der dritten Ausgabe des Rennens nahmen lediglich fünf Rennfahrer teil. Danach stellte der Cornwall MRC die Organisation der Veranstaltung ein.

## Rennstrecke
Alle drei Ausgaben des Cornwall MRC Formula One Race fanden auf dem Davidstow Circuit statt, einem temporären Flugplatzkurs auf dem inzwischen stillgelegten Militärflughafen RAF Davidstow Moor, der im Bodmin Moor gelegen ist. Die Strecke war jeweils 2,977 km lang. Alle drei Rennen wurden über 20 Runden gefahren, sodass die Gesamtdistanz 59,533 km betrug.

## Die Rennen

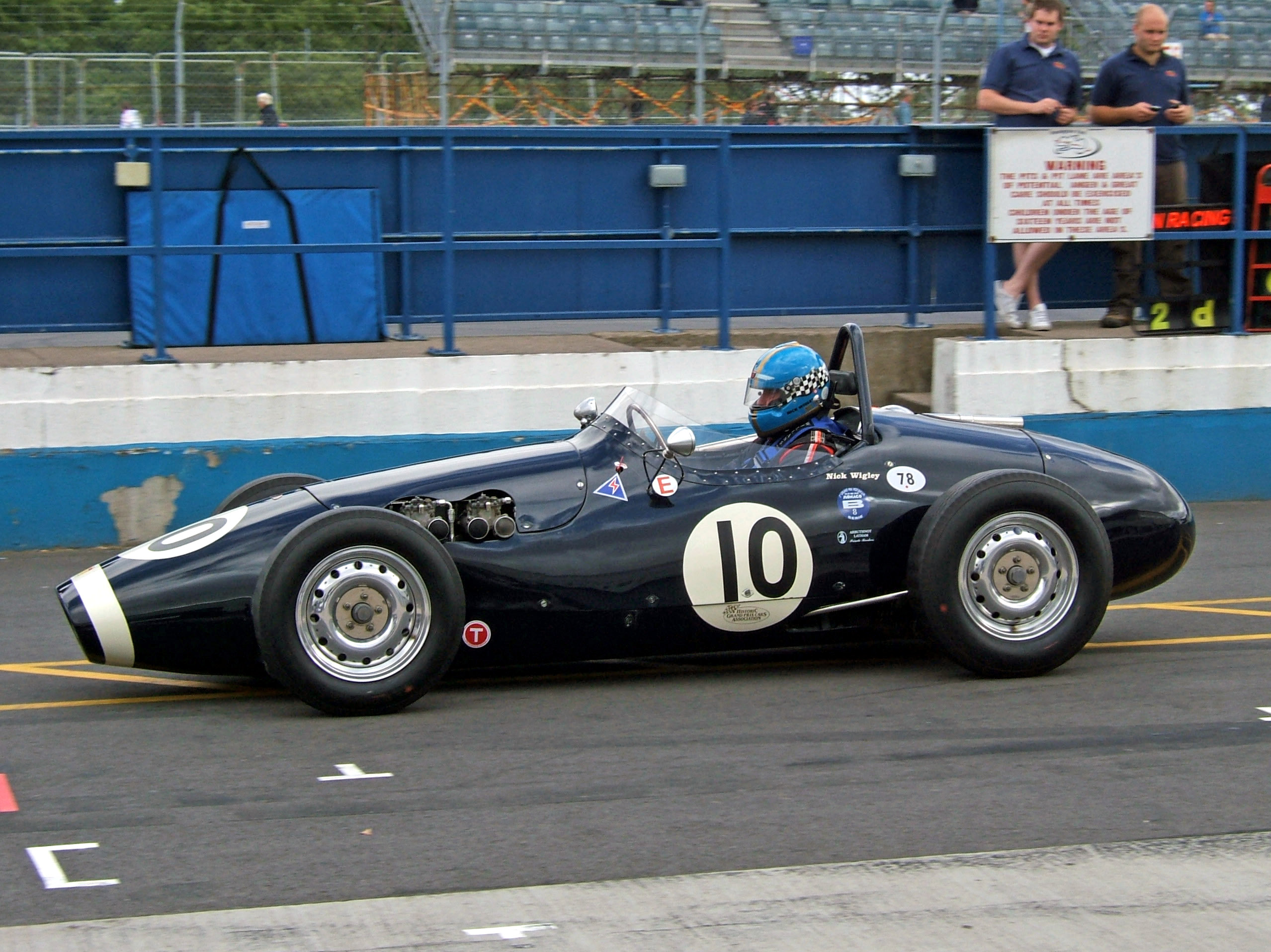
Erstes Siegerauto in Cornwall: Connaught Type A

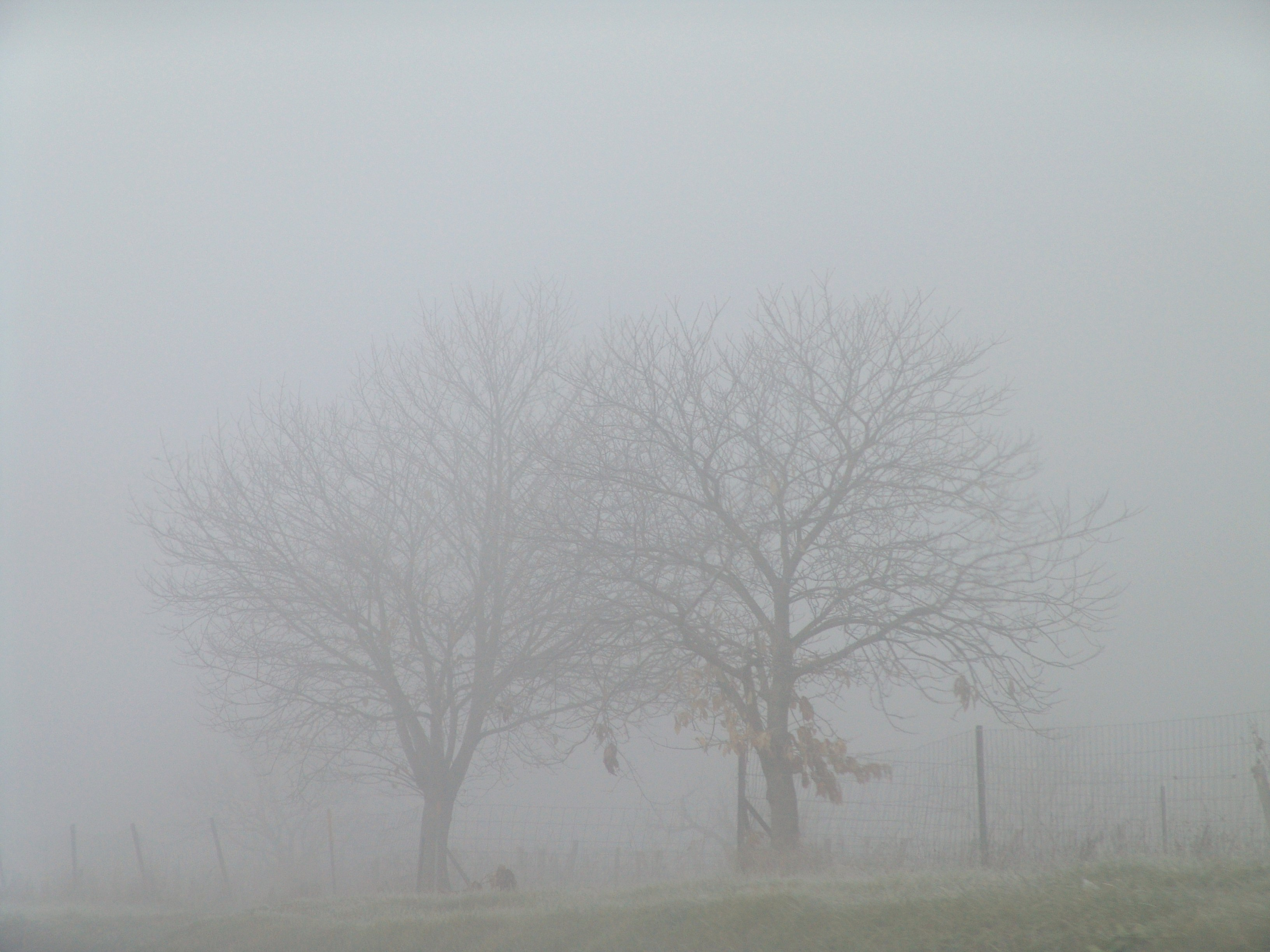
Nebel und Regen: Rennbedingungen in Cornwall

### Erstes Rennen: 1954
Das erste Cornwall MRC Formula One Race fand am 7. Juni 1954 statt. Es war eines von insgesamt acht Rennen, die an diesem Tag durchgeführt wurden. Zum Formel-1-Rennen waren zehn Fahrer gemeldet, acht von ihnen traten zum Training an, sechs nahmen am Rennen teil. Die Autos waren mit Ausnahme eines Frazer-Nash, bei dem es sich um einen Sportwagen handelte, Formel-2-Fahrzeuge. Zur Zeit des Rennens herrschten starker Wind und Schlagregen. John Riseley-Prichard gewann das Rennen in einem Connaught Type A mit Lea-Francis-Motor vor Jack Walton und Tony Brooks. Danach fand noch ein Formel-2-Rennen statt, an dem 14 Fahrer teilnahmen. Nach dessen Ende wurde die Veranstaltung vorzeitig abgebrochen, weil eine provisorische Brücke, die über die Rennstrecke führte, zusammengebrochen war.

### Zweites Rennen: 1954
Das zweite Cornwall MRC Formula One Race fand am 2. August 1954 statt, zeitgleich mit dem August Cup auf der Londoner Strecke Crystal Palace. Für das Rennen in Cornwall meldeten sich sieben Fahrer, unter ihnen John Coombs, der einen Lotus Type 8 fuhr, einen voll verkleideten Rennsportwagen. Daneben erschien ein von Frazer-Nash überarbeiteter BMW 328; alle anderen Fahrzeuge waren wiederum Formel-2-Autos. Das Rennen war anfänglich auf 30 Runden ausgelegt, wurde aber kurz vor dem Start auf 20 Runden verkürzt. Die Witterungsbedingungen waren erneut schwierig: Von Beginn an lag die Strecke in dichtem Nebel, später kam Nieselregen hinzu. Insgesamt dauerte das Rennen knapp 29 Minuten. Nur drei Fahrer kamen ins Ziel, John Coombs dabei als Erster. Der vierte gewertete Fahrer – Rodney Nuckey in einem Cooper – fiel frühzeitig durch fehlenden Öldruck aus.

### Drittes Rennen: 1955
Die dritte und letzte Auflage des Cornwall MRC Formula One Race fand am 30. Mai 1955 statt, zeitgleich mit einem weiteren weltmeisterschaftsfreien Formel-1-Rennen in Crystal Palace. Zu dem dritten Formel-1-Rennen in Cornwall waren erstmals drei reine Formel-1-Autos gemeldet: Ein Maserati 250F für Peter Collins und zwei Connaught Type B mit Alta-Motor. Einige Tage vor dem Rennen zog Collins seine Meldung zurück, um stattdessen in Crystal Palace an den Start zu gehen. Einer der Connaughts, der vom Rob Walker Racing Team für Tony Rolt gemeldet worden war, erschien nicht, sodass der Connaught von Leslie Marr das einzige Formel-1-Auto war, das in Cornwall an den Start ging. Insgesamt waren elf Fahrer gemeldet, unter ihnen Tony Crook, der spätere Inhaber des Automobilherstellers Bristol Cars, sowie Ken Tyrrell, Gründer des späteren Formel-1-Rennstalls Tyrrell Racing Organisation. Crook und Tyrrell sowie vier weitere Fahrer zogen ihre Meldung vor Rennbeginn zurück, sodass letztlich nur fünf Fahrer am Rennen teilnahmen. Leslie Marr gewann das Rennen mit deutlichem Vorsprung vor seinen Verfolgern.

## Ergebnisse
| Auflage | Datum          | Klasse | Strecke           | Sieger                                        | Zweiter                          | Dritter                      | Pole-Position | Schnellste Rennrunde                          |
| ------- | -------------- | ------ | ----------------- | --------------------------------------------- | -------------------------------- | ---------------------------- | ------------- | --------------------------------------------- |
| 1       | 7. Juni 1954   | F1     | Davidstow Circuit | John Riseley-Prichard (Connaught-Lea-Francis) | Jack Walton (Cooper-Bristol)     | Tony Brooks (HWM-Alta)       | unbekannt     | John Riseley-Prichard (Connaught-Lea-Francis) |
| 2       | 2. August 1954 | F1     | Davidstow Circuit | John Coombs (Lotus-Lea-Francis)               | Tom Kyffin (Cooper-Bristol)      | Dick Gibson (Cooper-Bristol) | unbekannt     | John Coombs (Lotus-Lea-Francis)               |
| 3       | 30. Mai 1955   | F1     | Davidstow Circuit | Leslie Marr (Connaught-Alta)                  | Charles Boulton (Connaught-Alta) | Tom Kyffin (Cooper-Bristol)  | unbekannt     | Leslie Marr (Connaught-Alta)                  |